# Zbigniew Raszewski (hokeista)
Zbigniew Raszewski (ur. 9 marca 1968) – polski hokeista, reprezentant Polski.

## Kariera
- Zagłębie Sosnowiec (1986-1987, 1999-2000)
- Naprzód Janów (lata 90., 2002-2003)

W barwach reprezentacji Polski do lat 20 uczestniczył w turnieju mistrzostw świata juniorów do lat 20 w 1987 (Grupa A). W barwach seniorskiej reprezentacji Polski uczestniczył w turnieju mistrzostw świata w 1994 (Grupa B).
W latach 90. grał w Naprzodzie Janów. W sezonie 1999/2000 był zawodnikiem Zagłębia Sosnowiec. Później był ponownie zawodnikiem Naprzodu.
Po zakończeniu profesjonalnej kariery zawodnikiem został zawodnikiem amatorskiej drużyny TMH Zagłębie Sosnowiec oraz w barwach Zagłębia Sosnowiec uczestniczył w mistrzostwach Polski oldbojów.